# Petr Fridrich Oldeburský
Petr Fridrich Vilém (3. ledna 1754, Eutin – 2. července 1823, Plön) byl druhý vévoda oldenburský.

## Život
Narodil se 3. ledna 1754 v Eutin jako syn knížete-biskupa lübeckého Fridricha Augusta a Ulriky Frederiky Vilemíny Hesensko-Kasselské.
Roku 1766 získal od svého otce obročí jako kanovník katedrály v Lübecku.
Rok studoval na univerzitě v Kielu, poté se vydal na kavalírskou cestu. V doprovodu Johanna Gottfrieda Herdera cestoval do Darmstadtu, k Johannu Wolfgangu von Goethe do Štrasburku, a bez Herdera do Paříže, Bruselu a Londýna.
Roku 1773 se stal koadjutorem knížecího biskupství Lübeck s právem nástupnictví. Zřekl se své funkce kanovníka, která připadla Georgu Conradu von Wedderkop.
Roku 1774 se jeho otec stal prvním vévodou Oldenburgu.
Trpěl duševní chorobou, což způsobilo zrušení možného sňatku s princeznou Šarlotou Hesensko-Darmstadtskou. Roku 1785 se stal formálně druhým vévodou Oldenburgu. Kvůli jeho nemoci byl jako regent ustanoven jeho bratranec Petr Fridrich. Dne 14. února 1777 se vzdal své vlády. Jeho nástupcem se stal jeho bratranec, který však z úcty nesl titul vévody až po Petrově smrti roku 1823.
Zpočátku žil na panství Gut Stendorf, poté na panství v Plönu.
Zemřel 2. července 1823. Pohřben byl v katedrále v Lübecku.